# Fernand Crommelynck
Fernand Crommelynck (n. 19 noiembrie 1886 - d. 17 martie 1970) a fost un dramaturg belgian de limba franceză.
Sub influența lui Maurice Maeterlinck, teatrul său realizează atmosfera prin mijloace sugestive apropiate de basm.

## Opera
- 1906: Nu vom mai merge în pădure ("Nous n'irons plus au bois");
- 1908: Sculptorul de măști ("Le Sculpteur des masques");
- 1912: Povestea Minnei Claessens ("L'Histoire de Minna Claessens");
- 1913: Vânzătorul de regrete ("Le marchand de regrets");
- 1921: Încornoratul magnific ("Le Cocu magnifique"), considerată capodopera sa;
- 1921: Amanții puerili ("Les Amants puérils");
- 1930: Măruntaiele de aur ("Tripes d'or");
- 1932: Cadavrul numărul 5 ("Le Cadavre n° 5");
- 1936: Cald și frig ("Chaud et froid");
- 1947: Aceasta e problema ("Là est la question").